# 林家鈺
林家鈺（1952年6月14日—），籍貫福建閩侯，台灣企業家，八方雲集創辦人，台北工專畢業。　　

## 生平
林家钰父母是在1947年前后从閩侯来到台湾做布料生意。1987年两岸恢复往来后，其父亲回到閩侯定居。1998年，為摆脱大约2,000万元新台币的负债，林家钰创办八方云集。